# Andrea Kékesy
Andrea Kékesy, później Andrea Bernolák (ur. 17 września 1926 w Budapeszcie, zm. 10 grudnia 2024 w Ottawie) – węgierska łyżwiarka figurowa startująca w konkurencjach solistek i par sportowych, wicemistrzyni olimpijska, mistrzyni i wicemistrzyni świata, dwukrotna mistrzyni Europy, czterokrotna mistrzyni Węgier.

## Życiorys

### Kariera sportowa
Na arenie krajowej i międzynarodowej występowała w jeździe indywidualnej i w rywalizacji par sportowych. Jej partnerem sportowym był Ede Király.
W styczniu 1948 roku para Kékesy-Király zdobyła złoty medal na mistrzostwach Europy w Pradze. W jeździe indywidualnej kobiet Kékesy zajęła siódme miejsce. W lutym tego samego roku para zdobyła srebrny medal olimpijski w konkursie par sportowych na igrzyskach w Sankt Moritz. Był to pierwszy w historii srebrny medal olimpijski zdobyty dla Węgier w zimowych edycjach imprezy.
Kilka dni po igrzyskach w Sankt Moritz para Kékesy-Király zdobyła srebrny medal na mistrzostwach świata w Davos. W konkurencji solistek Kékesy była dziewiąta.
W styczniu 1949 roku Kékesy i Király zostali mistrzami Europy w konkurencji par sportowych na mistrzostwach w Mediolanie. W jeździe indywidualnej zawodniczka zajęła dziesiąte miejsce. Para zdobyła złoty medal również na rozegranych w lutym mistrzostwach świata w Paryżu. Kékesy i Király stali się w ten sposób drugą w historii węgierską parą sportową z tytułem mistrzów świata, wcześniej w konkurencji tej czterokrotnie (1931, 1933, 1934, 1935) triumfowali Emília Rotter i László Szollás.
Para Kékesy-Király czterokrotnie zwyciężyła w mistrzostwach Węgier, zdobywając tytuły w latach 1944, 1947, 1948 i 1949.
W 1949 roku Kékesy zakończyła sportową karierę.

## Życie prywatne
Ukończyła Uniwersytet Pétera Pázmánya w Budapeszcie. W 1949 roku wyszła za mąż za ekonomistę Imre Bernoláka, z którym miała trójkę dzieci. Wraz z mężem zamieszkała w Ottawie, gdzie aż do emerytury pracowała jako urzędniczka. Para pozostawała w związku przez 63 lata, aż do śmierci męża w 2012 roku.